# 埃勒里 (伊利諾伊州)
埃勒里（英語：Ellery）是位於美國伊利諾伊州愛德華茲縣的一個非建制地區。該地的面積和人口皆未知。

## 地理
埃勒里的座標為38°21′17″N 88°08′55″W / 38.35472°N 88.14861°W，而該地的平均海拔高度為130米（即430英尺）。